# Out of This World (Europe)
| Recensione | Giudizio |
| ---------- | -------- |
| AllMusic   |          |

Out of This World è il quarto album in studio del gruppo musicale svedese Europe, pubblicato nell'agosto 1988 dalla Epic Records.
Seppur non comparabile a quello del precedente The Final Countdown, l'album ottenne un buon successo commerciale e raggiunse alte posizioni in classifica in diverse parti del mondo. Nei soli Stati Uniti vendette più di un milione di copie e fu certificato disco di platino dalla Recording Industry Association of America (RIAA).

## Il disco
Questo lavoro portava sulle spalle un grosso peso, quello di essere il seguito del successo dell'album The Final Countdown e del singolo omonimo, ed è per questo che si presenta molto curato. Tuttavia gli Europe non hanno mai amato ripetersi e questo disco non è come molti si aspettavano ai tempi, una sorta di "The Final Countdown II" ma, invece, un modo per la band svedese di allargare ancora i loro orizzonti musicali. Parte della causa di questa scelta è dettata dal fatto che il chitarrista John Norum abbandonò il gruppo due anni prima, sostituito da Kee Marcello. Egli infatti, pur essendo allo stesso livello del suo predecessore (se non anche ad un livello tecnico ed espressivo superiore), presenta caratteristiche diverse. Queste nuove caratteristiche portano la band ad un sound più adulto e raffinato, condito delle tastiere molto presenti di Mic Michaeli, da incredibili performance di chitarra di Kee Marcello, all'ancora ottimo lavoro di Joey Tempest. Il primo singolo estratto, Superstitious è la conferma di questa trasformazione, con un testo molto curato e "originale", assoli di chitarra incredibili e un ottimo Mic che, con le sue tastiere, richiama il singolo The Final Countdown, tuttavia con un lavoro più marginale e inserito nel contesto. Let the Good Times Rock, secondo singolo estratto è la conferma definitiva delle qualità e delle risorse enormi di Marcello, interpretando una delle migliori composizioni del gruppo e del genere. A partire da Open Your Heart, riciclata e addolcita dall'album Wings of Tomorrow, il ritmo cala, a testimonianza del fatto che uno degli obiettivi del disco è quello di far gustare in modo completo tutte le melodie, senza ritmi veloci aggressivi, eccezion fatta per l'adrenalinica Ready or Not. Particolarmente evidente questo fatto nelle canzoni Coast to Coast e Tomorrow. Quest'ultima, che chiude l'album, è probabilmente la più dolce e profonda tra le melodie composte da Tempest. Per molti questo è uno dei dischi cardine del pop metal, proprio per l'accessibilità all'ascolto dei brani. Ma quando questo disco e i suoi singoli furono lanciati non riuscirono a toccare in tutti i paesi la top ten e questo perché era ancora presente nella parte alta delle classifiche la precedente The Final Countdown. In effetti proprio l'enorme (secondo tanti eccessivo) successo del loro terzo disco metterà in ombra tutto l'ottimo lavoro svolto più in seguito, facendo sì che questo disco si fermi alle comunque buone 3 milioni di copie globali, contro le attuali 15 del precedente lavoro. Sottovalutato anche per questo motivo, oggi questo disco è stato rivalutato come il capolavoro tecnico del gruppo, e uno dei migliori lavori del genere hair metal. Nella sua autobiografia Kee Marcello ha rivelato che diverse canzoni furono composte e scartate dall'album, e che alla band era stato proposto di registrare il brano Look Away scritto da Diane Warren, prima che questo venisse concesso ai Chicago che ne fecero una hit da numero uno in classifica nel dicembre 1988.

## I singoli
Dall'album sono stati estratti sei singoli: Superstitious, Open Your Heart, Let the Good Times Rock, More Than Meets the Eye, Sign of the Times e Tomorrow.
Superstitious è la canzone che apre l'album ed è stata estratta come primo singolo un mese prima dell'uscita del disco. Si tratta probabilmente di una delle canzoni più riconoscibili e popolari degli Europe. Negli Stati Uniti raggiunse la posizione numero 9 della Mainstream Rock Songs e la numero 31 della Billboard Hot 100. Altrove, raggiunse la posizione numero 10 in Italia, la posizione numero 34 nel Regno Unito, e il nono posto in Svizzera. In Norvegia e in Svezia, paese di provenienza del gruppo, raggiunse invece il primo posto.
Open Your Heart e Let the Good Times Rock ottennero minor successo, piazzandosi rispettivamente alla posizione numero 86 e 85 nel Regno Unito. Gli altri tre singoli estratti dall'album fallirono l'accesso alle classifiche. Tomorrow è stato il sesto ed ultimo estratto, ed è stato pubblicato solo in Brasile.
Superstitious, Open Your Heart e Let the Good Times Rock furono accompagnati da dei video musicali. In particolar modo, il video di Superstitious divenne molto popolare e ricevette una massiccia rotazione su MTV.

## Il tour
Poco prima della pubblicazione dell'album, nell'estate del 1988, gli Europe si erano esibiti negli Stati Uniti come band di supporto ai Def Leppard. Tuttavia, il management del gruppo riteneva più importante un tour promozionale in Europa e fece ritirare la band dal tour americano di grande successo. Dopo la fine del tour promozionale, la band cominciò le prove per l'imminente Out of This World Tour, che ebbe inizio con un enorme concerto (60.000 spettatori) a Mumbai, in India nel mese di novembre 1988. La band volò poi in Giappone, dove venne girato il video di Let the Good Times Rock. Il tour in programma per l'Australia venne, però, inaspettatamente annullato. Dal gennaio all'aprile del 1989, la band girò per tutta l'Europa. In alcuni luoghi, in particolare la Germania, la band non riuscì riempire le arene e le sale da concerto come aveva fatto durante il Final Countdown Tour, nonostante le buone recensioni ricevute dalla stampa musicale. Nel maggio 1989 era previsto un nuovo tour negli Stati Uniti, ma le vendite dell'album non si erano rivelate alte come era stato previsto, così alla fine vennero cancellate le restanti date e l'unico concerto che la band fece nell'estate del 1989 fu il leggendario festival di Milton Keynes (Regno Unito) assieme a Bon Jovi, Skid Row e Vixen. Dopodiché, la band decise trasferirsi a Los Angeles e comporre nuove canzoni per l'album successivo.

## Tracce
Testi e musiche di Joey Tempest, eccetto dove indicato.
1. Superstitious – 4:35
2. Let the Good Times Rock – 4:04
3. Open Your Heart '88 – 4:05
4. More Than Meets the Eye – 3:22 (Tempest, Kee Marcello, Mic Michaeli)
5. Coast to Coast – 4:02 (Tempest, Marcello, Michaeli)
6. Ready or Not – 4:04
7. Sign of the Times – 4:16
8. Just the Beginning – 4:32 (Tempest, Marcello)
9. Never Say Die – 4:01
10. Lights and Shadows – 4:04
11. Tower's Callin' – 3:50
12. Tomorrow – 3:04

## Formazione
Europe
- Joey Tempest – voce, pianoforte in Tomorrow
- Kee Marcello – chitarre, cori
- John Levén – basso
- Mic Michaeli – tastiere, cori
- Ian Haugland – batteria, cori

Altri musicisti
- Keith Murrell – cori in Coast to Coast e Just the Beginning
- Mike Moran – arrangiamento strumenti a corda

Produzione
- Ron Nevison – produzione, ingegneria del suono, missaggio
- Rob Bozas – ingegneria del suono (assistente)
- Andy Bradfield – ingegneria del suono (assistente)
- Heidi Cannavo – ingegneria del suono (assistente)
- Paul Hume – ingegneria del suono (assistente)
- Mats Grahn – tecnico del basso, delle chitarre e delle tastiere
- Paul Jamieson – tecnico della batteria
- Bernard Maisner – calligrafia a mano
- Lynn Goldsmith – fotografia
- Joel Zimmerman –  direzione artistica

## Classifiche
| Classifica (1988) | Posizione massima |
| ----------------- | ----------------- |
| Australia         | 28                |
| Austria           | 16                |
| Canada            | 30                |
| Finlandia         | 5                 |
| Francia           | 19                |
| Germania          | 10                |
| Giappone          | 4                 |
| Italia            | 8                 |
| Norvegia          | 1                 |
| Paesi Bassi       | 7                 |
| Regno Unito       | 12                |
| Spagna            | 14                |
| Stati Uniti       | 19                |
| Svezia            | 1                 |
| Svizzera          | 3                 |